# Henschia angustiarum
Henschia angustiarum är en insektsart som beskrevs av Alexey K. Tishechkin 1994. Henschia angustiarum ingår i släktet Henschia och familjen dvärgstritar. Inga underarter finns listade i Catalogue of Life.